# برزرک (مجموعه تلویزیونی ۲۰۱۶)
برزرک (به ژاپنی: ベルセルク ,Beruseruku) یک مجموعه تلویزیونی انیمه ژاپنی محصول سال ۲۰۱۶ است که برگرفته از مجموعه مانگا برزرک به قلم کنتارو میورا می‌باشد، و همچنین دنباله سه‌گانه فیلم سینمایی برزرک: آرک دوران طلایی به‌شمار می‌رود. پخش این انیمه در دو فصل صورت گرفت، نخستین فصل به تعداد ۱۲ قسمت از تاریخ ۱ ژوئیه ۲۰۱۶ در شبکه WOWOW پخش شد، و سپس از شبکه‌های ام‌بی‌اس، تی‌بی‌اس و سی‌بی‌سی پخش شد. پخش فصل دوم نیز از آوریل تا ژوئن ۲۰۱۷ صورت گرفت. این دو فصل با هم یک مجموعه تلویزیونی ۲۴ قسمتی را ایجاد کردند.

## صداپیشگان
| شخصیت            | ژاپنی             | انگلیسی          |
| ---------------- | ----------------- | ---------------- |
| گاتس             | هیرواکی ایواناگا  | کایجی تانگ       |
| گریفیث/فمتو      | تاکاهیرو ساکورایی | استیو استالی     |
| کاسکا            | توئا یوکیناری     | کرن استراسمن     |
| پاکو             | کائورو میزوهارا   | سارا ان ویلیامز  |
| فارنه‌سه          | هیکاسا یوکو       | اریکا لیندبک     |
| سرپیکو           | کازویوکی اوکیتسو  | مکس میتل‌من       |
| ایسیدرو          | هیرو شیمونو       | اریک اسکات کیمرر |
| شیرکه            | چیوا سایتو        | ملا لی           |
| ایوالرا          | ساتومی آرای       | تارا سندز        |
| نوسفراتو زاد     | کنتا میاکه        | ایماری ویلیامز   |
| شوالیه جمجمه‌ای   | آکیو اوتسوکا      | جمیسون پرایس     |
| گرونبلد          | کییووکی یانادا    | پال اس‌تی. پیتر   |
| لوکوس            | شوگو ناکامورا     | دی. سی. دوگلاس   |
| راکشاس           | ماساشی نوگاوا     | فرانک تودارو     |
| سونیا            | یوشینو نانجو      | اسکایلر دون‌پورت  |
| میول ولف‌لیم      | میتسوکی سایگا     | گریفین برنز      |
| روایتگر          | اونسو ایشیزوکا    | جیک ابرل         |
| اسلان            | میوکی ساواشیرو    | آلگرا کلارک      |
| شارلوت           | آکی تویوساکی      | جینا باوز        |
| سیلات            | یویچی ناکامورا    | لکس لانگ         |
| تاپاسا           | کوجی ایشی         | تیلور هنری       |
| آزان             | هیروکی یاسوموتو   | ریچارد اپکار     |
| لوکا             | میوکی ساواشیرو    | وندی لی          |
| نینا             | ناتسومی تاکاموری  | رایان بارتلی     |
| جروم             | دایسوکه هیراکاوا  | تاد هابرکورن     |
| اریکا            | آیانا تاکه‌تاتسو   | بریانا نیکرباکر  |
| ریکرت            | میناکو کوتویوکی   | اریکا مندز       |
| گودو             | تاکاشی ایناگاکی   | ابِت کفورد        |
| موزگوس           | ریکیا کویاما      | ری چیس           |
| فلورا            | سومی شیماموتو     | فیلیس سمپلر      |
| امپراتور گانیشکا | تشو گندا          |                  |